# 米凯莱·比安基
米凯莱·比安基（義大利語：Michele Bianchi，1883年7月22日—1930年2月3日），意大利工团主义革命领袖，法西斯主义运动创始人之一，为法西斯四巨头之一。比安基是国家法西斯党中左派的领导人物。
比安基出生在意大利南部卡拉布里亚大区的贝尔蒙泰卡拉布罗。早年曾在罗马大学学习法律，并立志参加新闻工作。后来他加入意大利社会党，成为《前进！》的一名编辑，主持罗马分支社会主义者的会议。
1915年意大利加入协约国之后，比安基自愿参军，成为一个初级军官，最初是在步兵服役，后来是在炮兵服役。比安基加入了本尼托·墨索里尼的政党意大利战斗者法西斯，后来这个政党改组为国家法西斯党。1921年，比安基成为该党的秘书。1922年，他与埃米利奥·德·博诺、切萨雷·马里亚·德·韦基、伊塔洛·巴尔博四人发起向罗马进军，迫使意大利国王维托里奥·埃马努埃莱三世任命墨索里尼为首相。在新成立的政府中，比安基担任外交事务总书记。1923年，比安基当选法西斯大议会的终身议员，同时被解除党领袖职务。1924年，当选众议院议员，但于3月14日自辞去政府职务。
1925年，比安基被任命为公共建设部副部长，1928年担任外交事务部副部长。1929年9月12日当选公共建设部部长，并再次当选众议院议员，但健康严重恶化，不久病逝于罗马。